# プピ・アヴァティ
プピ・アヴァティ（Pupi Avati、1938年11月3日 - ）はイタリアの映画監督、脚本家、プロデューサー。発音はプーピ・アヴァーティ 。

## 略歴
ボローニャ大学で社会学を学んだ後、働きながらアマチュアのジャズ・ミュージシャンとして活動。
その後映画製作をするようになり、1969年に初めての長編映画 "Thomas... gli indemoniati"（1969年）を監督。
1970年代のプピ・アヴァティは、主に民話から影響を受けた土着的でブラックユーモアが漂う幻想的ファンタジー映画によって知られる。中でも1976年の『笑む窓のある家』 La casa dalle finestre che ridono（1976年）は、結末に意外などんでん返しを伴うイタリア製スリラー映画の傑作としてカルト的な評価を得ている。1982年に発表した『ゼダー／死霊の復活祭』 Zeder（1982年）は死者のよみがえりをテーマにしたホラー映画だったが、この作品は翌年の1983年にスティーヴン・キングが発表する小説『ペット・セマタリー』に強い影響を与えた。
1970年代には脚本家として他の映画監督の作品への脚本協力も行った。ダリオ・アルジェント監督の『サスペリア PART2』Profondo rosso（1975年）およびピエル・パオロ・パゾリーニ監督の『ソドムの市』Salò o le 120 giornate di Sodoma（1976年）の原案執筆に協力するが、アヴァティ本人の意向によって原案クレジットからは名前を外した。
1978年にイタリア国営放送のためにテレビドラマ『ジャズ・バンド』 Jazz Band（1978年）を監督して以降、人間ドラマを描いた作品の製作・監督にも積極的になっていく。1983年に芸術映画『追憶の旅』 Una gita scolastica（1983年）を発表。死を目前にした老女が少女時代の楽しかった記憶を想い起こす人生ドラマを描き、批評的にも興行的にも成功をおさめた。アヴァティはこの作品でナストロ・ダルジェント賞の監督賞とオリジナル原案賞を受賞する。以降は主に人間ドラマを描いた芸術映画を製作・監督し、イタリア映画界の重鎮として知られた。イタリア国内だけでなく、カンヌ、モントリオール、ベルリン、ヴェネツィアなど各国の映画祭で高い評価を得ている。

## 政治的立場
イタリアの映画人には珍しく政治的には保守の立場を取り、シルヴィオ・ベルルスコーニへの支持を表明しているが、一方で左翼と行動を共にすることも多い。アヴァティ自身は2010年にテレビ番組"Niente di personale"に出演した際に、自身の政治的立場について「私は右翼でも左翼でも中道派でもない。しいて言うならば“二階”だ。」と述べている。

## 主なフィルモグラフィ
- 『男爵、聖女、イチジクのマズルカ』 La mazurka del barone, della santa e del fico fiorone (1975) - 監督・原案・脚本 (イタリア文化会館にて上映)
- 『笑む窓のある家』 La casa dalle finestre che ridono (1976) - 監督・原案・脚本 (イタリア文化会館にて上映)
- 『死人を除くすべての故人』 Tutti defunti... tranne i morti (1977) - 監督・原案・脚本
- 『首だけの情事』 Macabro (1980) - 原案・脚本
- 『ゼダー／死霊の復活祭』 Zeder (1982) - 監督・原案・脚本 (VHSスルー・DVD販売)
- 『追憶の旅』 Una gita scolastica (1983) - 監督・原案・脚本
- 『モーツァルト／青春の日々』 Noi tre (1984) - 監督・原案・脚本
- 『卒業パーティ』 Festa di laurea (1985) - 監督・原案・脚本 (イタリア文化会館にて上映)
- 『クリスマス・プレゼント』 Regalo di Natale (1986) - 監督・原案・脚本 (イタリア文化会館にて上映)
- 『結婚はしたけれど』 Sposi (1987) - 監督・原案・脚本 (映画祭上映)
- 『いつか見た風景』 Storia di ragazzi e di ragazze (1989) - 監督・原案・脚本
- 『ジャズ・ミー・ブルース』 Bix: Un'ipotesi leggendaria (1991) - 監督・脚本
- 『オーメン黙示録』 L'arcano incantatore (1996) - 監督・原案・脚本 (VHSスルー)
- 『恋は結婚式の後で…』 Il testimone dello sposo (1998) - 監督・原案・脚本 (映画祭上映)
- 『真夏の夜のダンス』 La via degli angeli (1999) - 監督・原案・脚本 (映画祭上映)
- 『ナイト・オブ・ゴッド』 I cavalieri che fecero l'impresa (2001) - 監督・原作・脚本 (DVDスルー)
- 『心は彼方に』 Il cuore altrove (2003) - 監督・原案・脚本 (映画祭上映)
- 『クリスマスの雪辱』 La rivincita di Natale (2004) - 監督・原案・脚本 (映画祭上映)
- Ma quando arrivano le ragazze? (2004) - 監督・原案・脚本
- 『二度目の結婚』 La seconda notte di nozze (2005) - 監督・原案・脚本 (映画祭上映)
- 『ボローニャの夕暮れ』 Il papà di Giovanna (2008) - 監督・原案・脚本
- 『バール・マルゲリータに集う仲間たち』 Gli amici del bar Margherita (2009) - 監督・原案・脚本 (映画祭上映)